# Battaglia di Kowel
La battaglia di Kowel (detta anche battaglia di Kovel' o di Kovel-Stanislav) è stato un episodio del fronte orientale della prima guerra mondiale durante il quale (dal 24 luglio all'8 agosto 1916) l'esercito austriaco guidato da Alexander von Linsingen attaccò quello russo nei pressi della città di Kovel', nel nord-ovest dell'Ucraina.

## Contesto
Il 4 luglio 1916 il generale Brusilov scatenò un'imponente offensiva contro l'esercito austro-ungarico che risultò in una delle battaglie più cruente della prima guerra mondiale.
L'attacco russo costrinse gli austro-ungarici a ritirarsi e a spostare in Galizia alcune truppe dispiegate sul fronte italiano.

## La battaglia
Il 24 luglio von Linsingen, ottenuti i rinforzi necessari, contrattaccò.
Sebbene l'esercito russo fosse superiore per uomini e mezzi la tattica di von Linsingen (che consisteva in una serie di “ondate” di attacchi) inflisse pesanti perdite al nemico frenando l'offensiva Brusilov.

## Conseguenze
Le ingenti perdite sia di uomini che mezzi subite durante l'offensiva Brusilov “posero fine al ruolo della Russia come partecipante attivo alla guerra”.
La battaglia di Kowel mostrò inoltre che le speranze di vittoria dell'Austria-Ungheria erano legate all'abilità dei generali tedeschi.